# Colors pastel

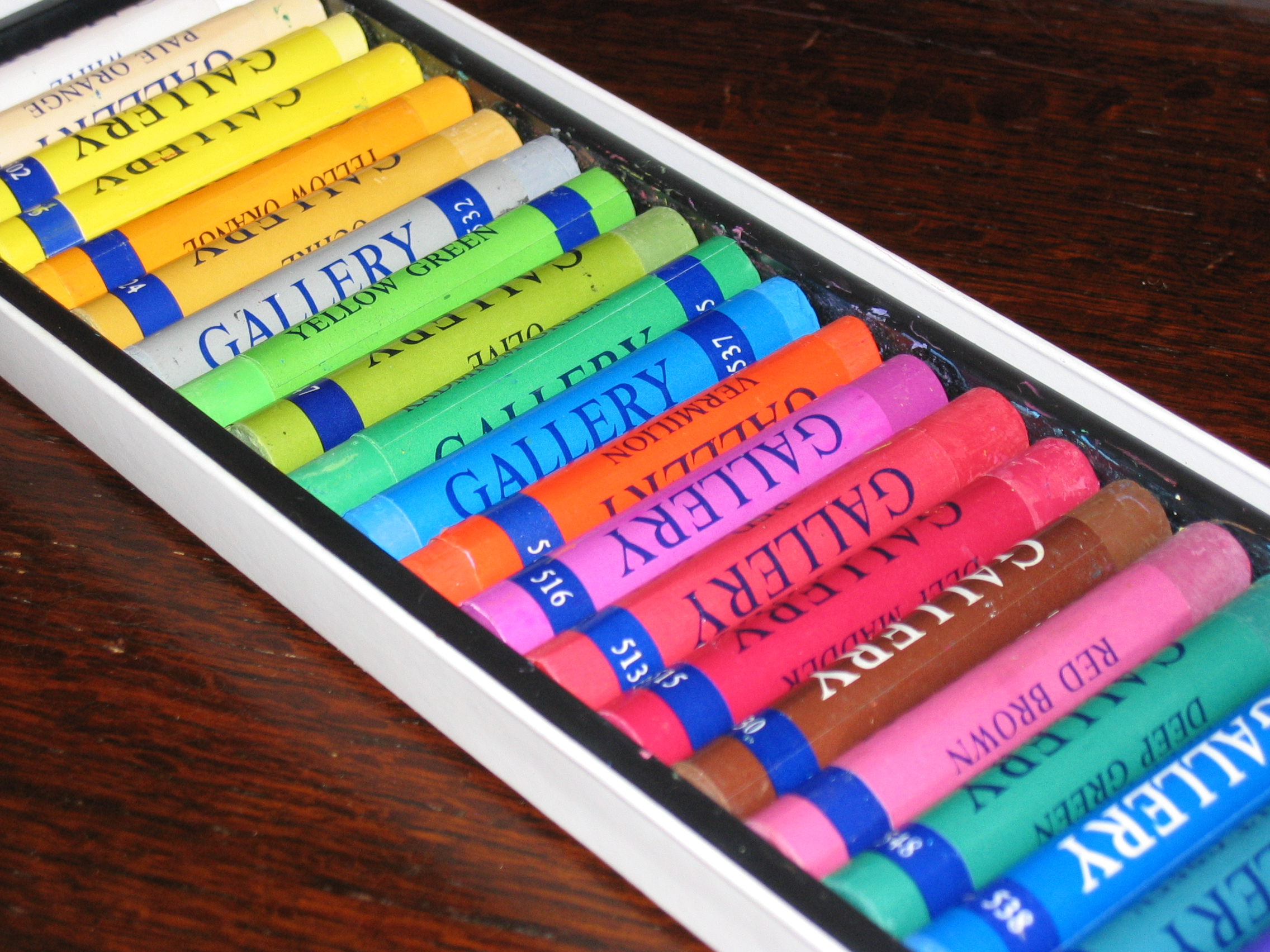
Pastels de diversos colors

Els pastels o colors pastel són una família de colors pàl·lids que tenen un alt valor i una baixa saturació en l'espai de color HSV. El nom deriva dels pastels, uns suports artístics característics d'aquesta família de colors. Els colors d'aquesta família se solen descriure com a «relaxants».
El rosa, el malva, i el blau bebè són colors pastel d'ús habitual, igual que el menta màgica, el préssec, el vinca i el lavanda.

## Moda
A la dècada del 1980, foren tendència els colors pastel en la moda masculina. En particular, la sèrie policíaca d'NBC Miami Vice popularitzà encara més el que ja era una tendència creixent amb el protagonista Sonny Crockett (interpretat per Don Johnson), que només portava camises i vestits pastel, creant una moda que perdurà durant anys després del final de la sèrie. L'abundància de colors pastel encara es pot veure a l'escenari de la sèrie, amb edificis art déco de la zona de Miami.
A més a més, hi ha un moviment gòtic conegut com a «gòtic pastel», que combina la paleta de colors pastel amb elements clàssics de la moda gòtica.

## Exemples
| Exemples de colors pastel en codi hexacedimal | Exemples de colors pastel en codi hexacedimal | Exemples de colors pastel en codi hexacedimal | Exemples de colors pastel en codi hexacedimal | Exemples de colors pastel en codi hexacedimal |
| --------------------------------------------- | --------------------------------------------- | --------------------------------------------- | --------------------------------------------- | --------------------------------------------- |
|                                               |                                               |                                               |                                               |                                               |
|                                               | fea3aa                                        | f8b88b                                        | faf884                                        |                                               |
|                                               | baed91                                        | b2cefe                                        | f2a2e8                                        |                                               |
|                                               |                                               |                                               |                                               |                                               |

## Galeria

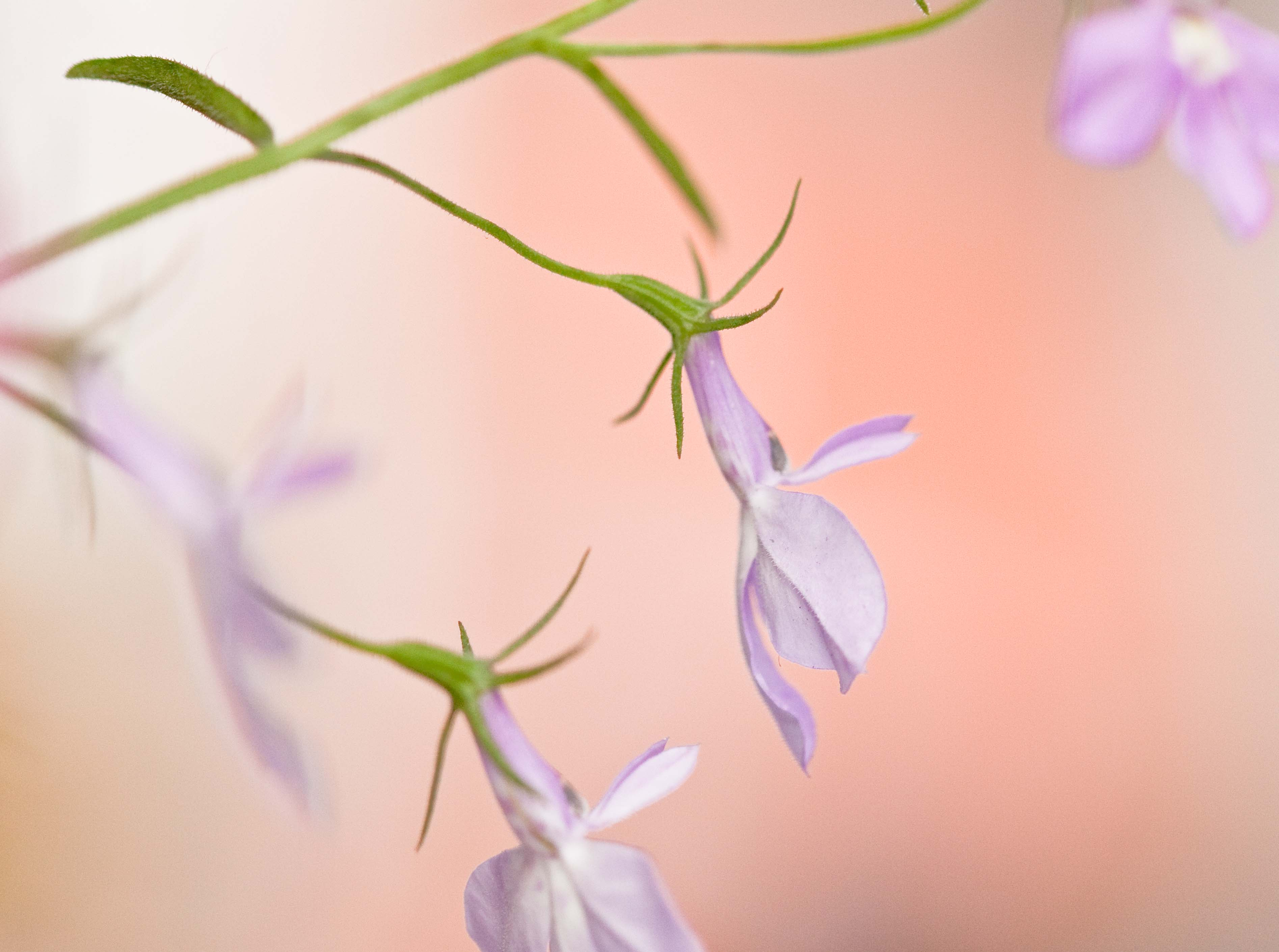
Dibuix amb colors pastel
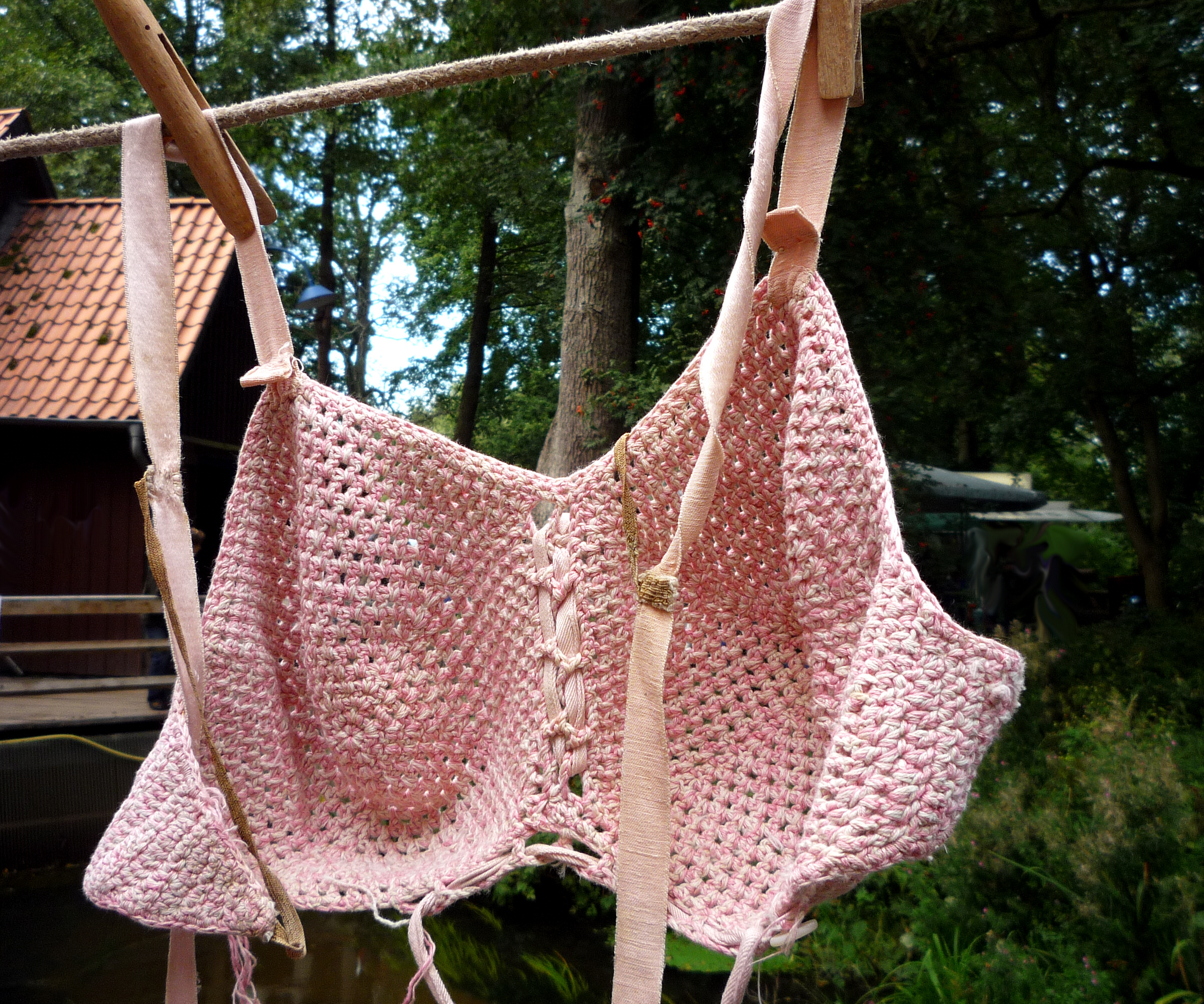
Sostenidors de color rosa fets a ganxet de la dècada del 1940 penjats d'un estenedor
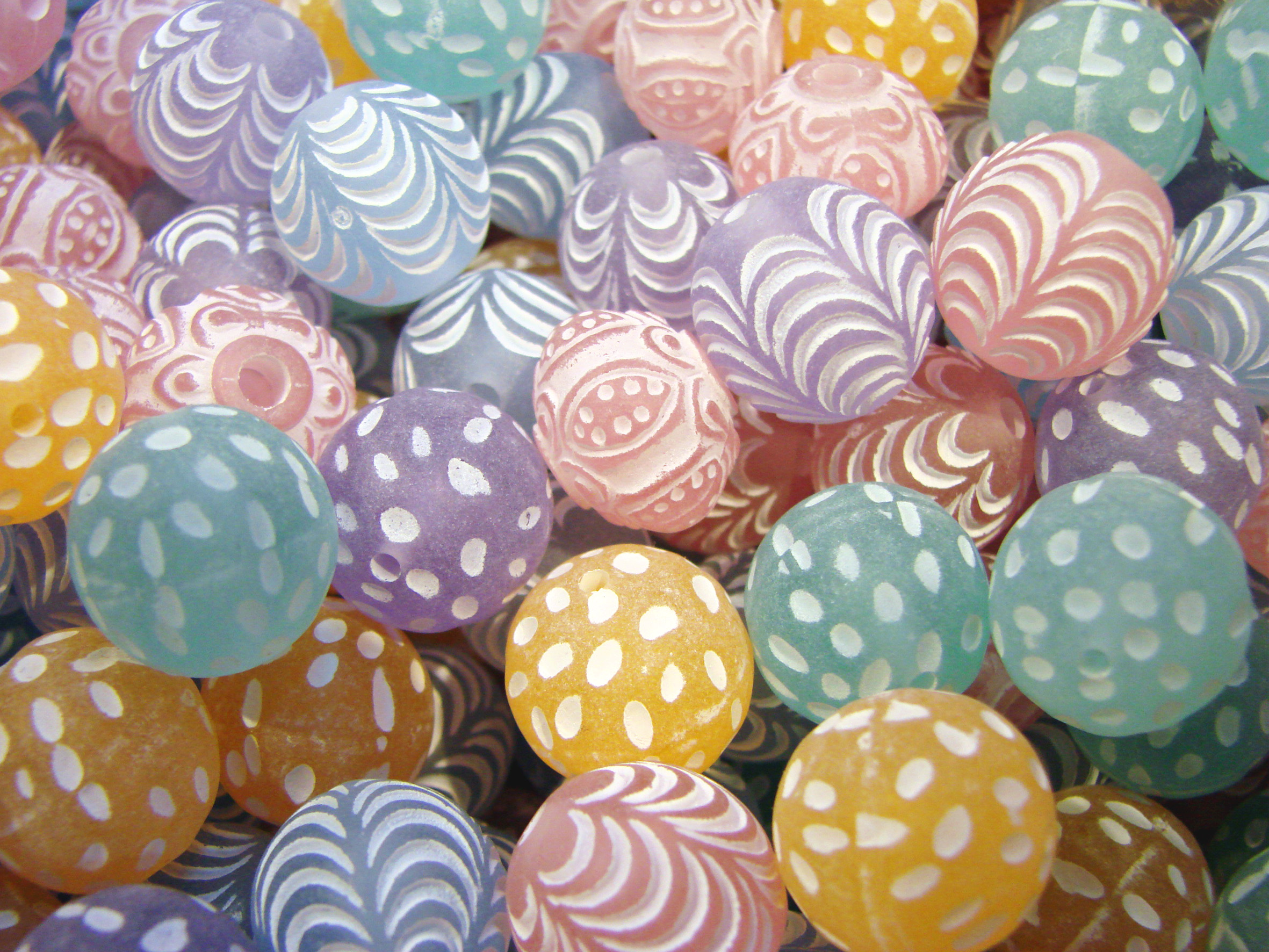
Granadures de colors pastel